# Kaoru Iwamoto
Kaoru Iwamoto (jap. 岩本 薫; * 5. Februar 1902 in Masuda, Japan; † 29. November 1999), auch bekannt als Hon’inbō Kunwa (本因坊薫和), war ein professioneller Go-Spieler aus Japan.

## Leben
Iwamoto wurde in der japanischen Präfektur Shimane geboren und verbrachte mehrere Jahre in Busan (1905–1913), das damals zu Japan gehörte, wo er das Go-Spiel von seinem Vater lernte. Um das Spiel weiter zu studieren, kehrte er später nach Tokyo zurück und wurde 1913 Schüler von Hirose Heijiro (6p). Er erreichte vier Jahre später den ersten Dan und stieg zügig weiter auf. Als 1924 der japanische Go-Bund Nihon Ki-in etabliert wurde, trat Iwamoto ein und erreichte dort den 6. Dan. 1929 zog er sich vom Go zurück, um in Brasilien als Kaffeeanbauer zu arbeiten. Als das Vorhaben jedoch 1931 scheiterte, kehrte er nach Japan zurück und widmete sich wieder dem Go.
1935 gewann er das Ōteai-Turnier, das damals wichtigste japanische Turnier. Zehn Jahre später forderte er Hashimoto Utaro um den Titel des Hon’inbō heraus. Das zweite Spiel dieses Turniers, das in den Außenbezirken von Hiroshima ausgetragen wurde, ist in die Geschichtsbücher eingegangen, da während der Partie die amerikanische Atombombe über der Stadt abgeworfen wurde. Beide Spieler verdankten ihr Leben der Verlegung des Austragungsortes in die Außenbezirke der Stadt. Nach Kriegsende wurde das Turnier fortgesetzt und endete nach sechs Partien unentschieden. 1946 wurde ein Entscheidungsturnier mit drei Spielen abgehalten, das Iwamoto nach dem zweiten Spiel gewinnen konnte. Er nahm daraufhin den Ehrentitel Honinbo Kunwa an.
1947 konnte er seinen Honinbo-Titel gegen Kitani Minoru verteidigen und erreichte 1948 den achten Dan, womit er ebenfalls Präsident des Nihon Ki-in wurde. 1950 verlor der den Honinbo-Titel an Hashimoto Utaro. 1955 konnte er jedoch das NHK-Turnier für sich entscheiden. Auch unternahm er ausgedehnte Reisen, um das Go-Spiel in westlichen Ländern bekannter zu machen. So verbrachte er 1961 und 1962 in New York, um dort Go zu lehren. Dort konnte er mehrere begabte westliche Spieler gewinnen. Er erreichte 1967 den neunten Dan.
1983 beendete Iwamoto seine Karriere und unterstützte als Förderer verschiedene Go-Clubs überall auf der Welt, wozu er 1986 die Iwamoto-Stiftung gründete.

## Werke
- Go for Beginners. Pantheon, New York 1977, ISBN 978-0-394-73331-9.
- Keshi and Uchikomi. Reduction and Invasion in Go. Slate and Shell, Richmond 2002, ISBN 978-0-9709530-3-2.
- The 1971 Honinbo Tournament. Kiseido Publishing Company, 1999, ISBN 978-4-906574-07-0.

| Personendaten    | Personendaten                                                                        |
| ---------------- | ------------------------------------------------------------------------------------ |
| NAME             | Iwamoto, Kaoru                                                                       |
| ALTERNATIVNAMEN  | 岩本 薫 (japanisch); Hon’inbō Kunwa (Ehrentitel); 本因坊薫和 (japanisch, Ehrentitel) |
| KURZBESCHREIBUNG | japanischer Go-Spieler                                                               |
| GEBURTSDATUM     | 5. Februar 1902                                                                      |
| GEBURTSORT       | Masuda, Japan                                                                        |
| STERBEDATUM      | 29. November 1999                                                                    |